# トリオンフ
トリオンフ（仏: Triomphe）は、日本の競走馬。
3歳時に去勢手術を受けて復帰以降は、GI以外すべて4着以内と安定した成績を残した。3歳から4歳にかけて、条件戦から、重賞初制覇となる小倉大賞典（GIII）まで3連勝を記録。その後も小倉記念（GIII）を制覇。しかしその後屈腱炎を発症して1年4か月休養。復帰後にも6歳で中山金杯（GIII）で重賞3勝目を挙げた。
馬名の意味はフランス語で「凱旋」。

## 戦績

### デビュー前
2014年に北海道洞爺湖町のレイクヴィラファームで誕生。2015年8月26日の北海道サマーセールに上場され、KTレーシング代表の黒川哲美によって800万円（税抜）で落札された。

### 2歳（2016年）
栗東・須貝尚介厩舎に入厩。7月17日の新馬戦（函館競馬場）でデビューし、浜中俊を鞍上に新馬勝ちを飾った。

### 3歳（2017年）
こぶし賞（500万下）で7着となった後、「レース前にイレ込んで終わっていた」という状態から脱却するために陣営は去勢を決断。その後は気性の悪さが解消され、能力を発揮できるようになった。

### 4歳（2018年）
寿ステークス（1600万下）を4馬身差で圧勝した後、小倉大賞典(GIII)に出走。川田将雅を背に1番人気に推され、早め先頭から後続を突き放す強い勝ち方で初の重賞制覇を果たした。前年に急死した父タートルボウルにとっても産駒初のJRA重賞勝ちとなった。続く大阪杯(GI)では田辺裕信と初コンビを組んだが、スタートで後手を踏んだことが響いて8着に終わった。
大阪杯の次戦には新潟大賞典(GIII)が選ばれたが、超スローペースからの瞬発力勝負で見劣り、4着に敗退した。鞍上の松田大作は「結果的には、自分から動いた方が良かったのかも」と振り返った。鞍上にクリストフ・ルメールを迎えた鳴尾記念(GIII)でも1番人気に推されたが、内を立ち回ってレコード勝ちしたストロングタイタンに半馬身及ばず2着となった。小倉記念(GIII)では武豊と初コンビを組み、2番手追走から最後の直線でも一頭だけ楽な手応えで悠々と抜け出して3馬身差で完勝。勝ち時計1分56秒9は従来の記録を0秒2更新するコースレコードであった。
秋は天皇賞（秋）を目標に調整されていたが、9月28日に回避が発表され、放牧に出された。その後屈腱炎を発症、長期休養となった。

### 5歳（2019年）
11月30日のチャレンジカップで1年4ヶ月ぶりに復帰を迎え、8番人気ながら2着に逃げ粘った。騎乗した岩田康誠は「休養明けでも雰囲気は良かったし馬は仕上がっていた。ゴールまでしぶとかったし、もうちょっとでしたね」とコメントした。

### 6歳（2020年）
1月5日、中山金杯（GIII）に参戦。騎乗予定の三浦皇成が当日の第7競走で大塚海渡とともに落馬、負傷で騎乗不可能となったため、代打でミルコ・デムーロと初コンビで出走することになった。単勝オッズ4.3倍の2番人気の支持であった。逃げるブラックスピネルを臨む2番手で進み、そのままの位置で、最後の直線に進入。逃げ馬の外から抜け出し先頭に立つと、外から馬体を併せてきたウインイクシードと競り合い、アタマ差下した1着。重賞3勝目を挙げた。
続いて、重い負担重量を課されるために2月23日の小倉大賞典の出走を見送り、3月1日に行われる中山記念に参戦することが予定されていた。管理する須貝尚介調教師も「距離が1ハロン短くなっても問題ない」とし、また「脚元は大丈夫」とコメントしていた。
しかし、屈腱炎を再発したため、現役続行を断念し1月23日付でJRAの競走馬登録を抹消、引退し、北海道虻田郡洞爺湖町のレイクヴィラファームで乗馬となる。
引退後のレイクヴィラファームでは、牧場で生まれた1歳馬たちの群れを束ねるリーダー的な役割を担うリードホースとなった。
2022年4月に札幌市内の ほくせい乗馬クラブへ移籍。

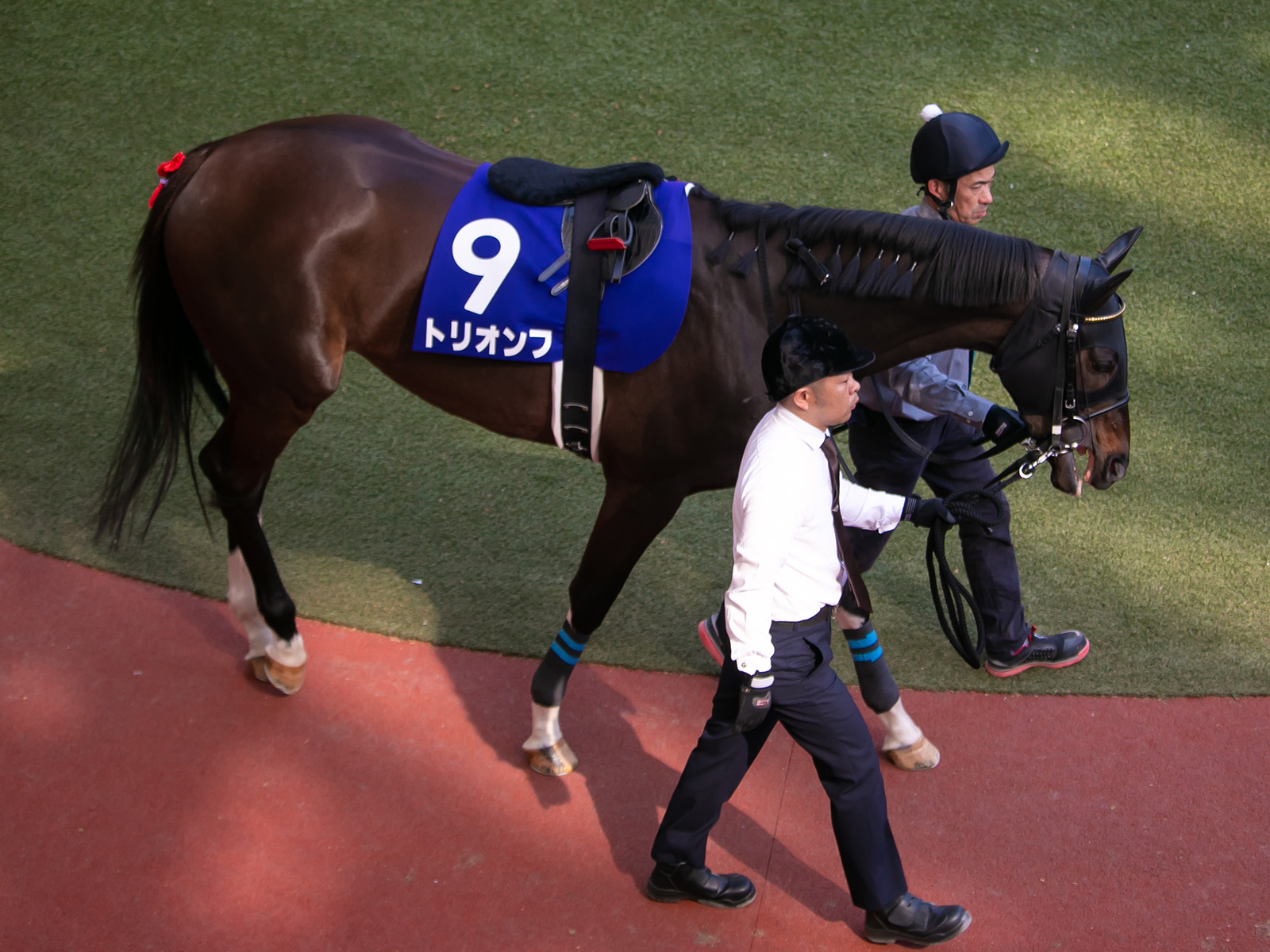
2018年大阪杯
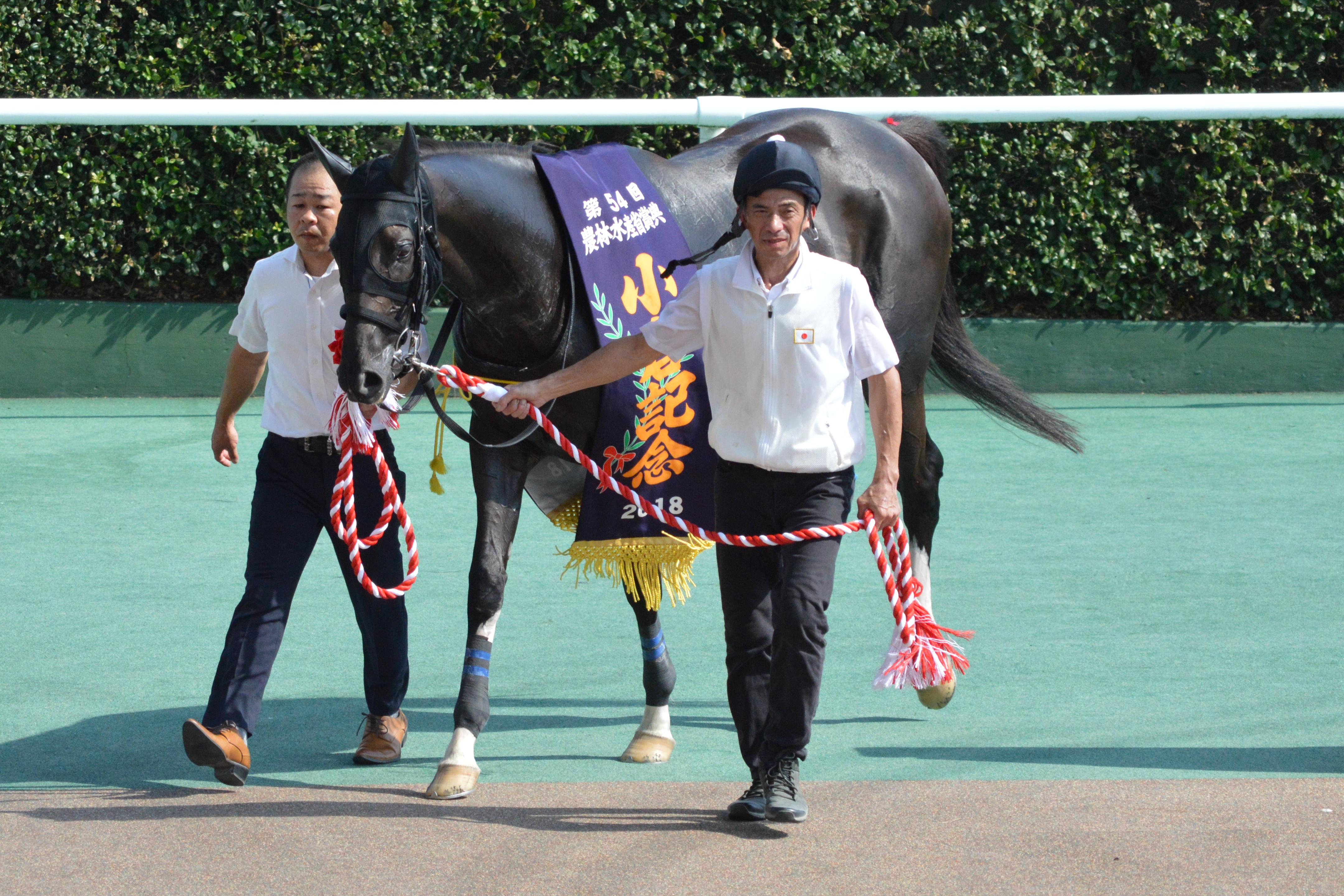
小倉記念表彰式

## 競走成績
以下の内容は、netkeiba.comの情報に基づく。
| 競走日     | 競馬場 | 競走名        | 格       | 距離（馬場）  | 頭 数 | 枠 番 | 馬 番 | オッズ （人気） | 着順 | タイム （上り3F） | 着差 | 騎手        | 斤量 [kg] | 1着馬（2着馬）         | 馬体重 [kg] |
| ---------- | ------ | ------------- | -------- | ------------- | ----- | ----- | ----- | --------------- | ---- | ----------------- | ---- | ----------- | --------- | ---------------------- | ----------- |
| 2016.07.17 | 函館   | 2歳新馬       |          | 芝1800m（稍） | 9     | 1     | 1     | 008.90（4人）   | 01着 | R1:52.4（34.8）   | -0.1 | 0浜中俊     | 54        | （ボナパルト）         | 520         |
| 0000.09.03 | 札幌   | 札幌2歳S      | GIII     | 芝1800m（良） | 13    | 4     | 4     | 011.90（6人）   | 11着 | R1:51.5（36.2）   | -1.6 | 0浜中俊     | 54        | トラスト               | 524         |
| 2017.02.12 | 京都   | こぶし賞      | 500万下  | 芝1600m（稍） | 8     | 5     | 5     | 051.30（7人）   | 07着 | R1:37.4（36.1）   | -1.2 | 0川田将雅   | 56        | マイスタイル           | 534         |
| 0000.05.28 | 京都   | 白藤賞        | 500万下  | 芝1600m（良） | 15    | 4     | 6     | 058.6（12人）   | 04着 | R1:33.9（34.1）   | -0.4 | 0和田竜二   | 56        | ラプソディーア         | 516         |
| 0000.06.10 | 阪神   | 3歳上500万下  |          | 芝1800m（良） | 11    | 3     | 3     | 005.60（3人）   | 02着 | R1:45.8（33.5）   | -0.0 | 0和田竜二   | 54        | ロードプレミアム       | 514         |
| 0000.06.16 | 阪神   | 城崎特別      | 500万下  | 芝1800m（稍） | 10    | 4     | 4     | 004.10（3人）   | 04着 | R1:48.0（33.9）   | -0.2 | 0和田竜二   | 54        | ラヴアンドドラゴン     | 512         |
| 0000.08.13 | 小倉   | 筑後川特別    | 500万下  | 芝1800m（良） | 13    | 4     | 4     | 002.10（1人）   | 02着 | R1:48.1（34.2）   | -0.0 | 0和田竜二   | 54        | セイントバローズ       | 510         |
| 0000.09.03 | 小倉   | 若戸大橋特別  | 500万下  | 芝1800m（良） | 11    | 8     | 10    | 003.50（2人）   | 01着 | R1:48.3（35.2）   | -0.1 | 0和田竜二   | 54        | （エルビッシュ）       | 510         |
| 0000.11.03 | 京都   | 近江特別      | 1000万下 | 芝1800m（良） | 13    | 2     | 2     | 007.90（4人）   | 02着 | R1:47.7（35.6）   | -0.2 | 0和田竜二   | 54        | ナリタエイト           | 534         |
| 0000.11.18 | 京都   | 3歳上1000万下 |          | 芝2000m（重） | 10    | 4     | 4     | 004.20（2人）   | 01着 | R2:02.8（34.2）   | -0.6 | 0C.デムーロ | 55        | （エアウィンザー）     | 534         |
| 2018.01.07 | 京都   | 寿S           | 1600万下 | 芝2000m（良） | 9     | 7     | 7     | 004.10（3人）   | 01着 | R1:59.1（34.8）   | -0.6 | 0川田将雅   | 56        | （エアウィンザー）     | 540         |
| 0000.02.18 | 小倉   | 小倉大賞典    | GIII     | 芝1800m（良） | 16    | 7     | 13    | 002.30（1人）   | 01着 | R1:46.1（34.2）   | -0.4 | 0川田将雅   | 54        | （クインズミラーグロ） | 532         |
| 0000.04.01 | 阪神   | 大阪杯        | GI       | 芝2000m（良） | 16    | 5     | 9     | 019.40（7人）   | 08着 | R1:59.2（35.0）   | -1.0 | 0田辺裕信   | 57        | スワーヴリチャード     | 532         |
| 0000.05.06 | 新潟   | 新潟大賞典    | GIII     | 芝2000m（良） | 16    | 5     | 10    | 003.00（1人）   | 04着 | R2:00.2（33.0）   | -0.3 | 0松田大作   | 57        | スズカデヴィアス       | 526         |
| 0000.06.02 | 阪神   | 鳴尾記念      | GIII     | 芝2000m（良） | 11    | 2     | 2     | 002.80（1人）   | 02着 | R1:57.3（34.8）   | -0.1 | 0C.ルメール | 56        | ストロングタイタン     | 530         |
| 0000.08.05 | 小倉   | 小倉記念      | GIII     | 芝2000m（良） | 12    | 8     | 11    | 003.30（1人）   | 01着 | R1:56.9（33.5）   | -0.5 | 0武豊       | 57        | （サトノクロニクル）   | 532         |
| 2019.11.30 | 阪神   | チャレンジC   | GIII     | 芝2000m（良） | 12    | 6     | 7     | 019.90（8人）   | 02着 | R1:59.1（34.4）   | -0.0 | 0岩田康誠   | 56        | ロードマイウェイ       | 550         |
| 2020.01.05 | 中山   | 中山金杯      | GIII     | 芝2000m（良） | 17    | 4     | 7     | 004.70（2人）   | 01着 | R1:59.5（35.6）   | -0.0 | 0M.デムーロ | 58        | （ウインイクシード）   | 554         |

- タイム欄のRはレコード勝ちを示す。

## 血統表
| トリオンフの血統                                      | トリオンフの血統                           | トリオンフの血統      | （血統表の出典）      | （血統表の出典） |
| 父系                                                  | ノーザンダンサー系                         | ノーザンダンサー系    | ノーザンダンサー系    | [ § 2 ]          |
| 父 *タートルボウル Turtle Bowl 2002 鹿毛 アイルランド | 父の父Dyhim Diamond 1994 栗毛 アイルランド | Night Shift           | Northern Dancer       | Northern Dancer  |
| 父 *タートルボウル Turtle Bowl 2002 鹿毛 アイルランド | 父の父Dyhim Diamond 1994 栗毛 アイルランド | Night Shift           | Ciboulette            |                  |
| 父 *タートルボウル Turtle Bowl 2002 鹿毛 アイルランド | 父の父Dyhim Diamond 1994 栗毛 アイルランド | Happy Landing         | Homing                | Homing           |
| 父 *タートルボウル Turtle Bowl 2002 鹿毛 アイルランド | 父の父Dyhim Diamond 1994 栗毛 アイルランド | Happy Landing         | Laughing Goddess      |                  |
| 父 *タートルボウル Turtle Bowl 2002 鹿毛 アイルランド | 父の母Clara Bow 1990 鹿毛                  | Top Ville             | High Top              | High Top         |
| 父 *タートルボウル Turtle Bowl 2002 鹿毛 アイルランド | 父の母Clara Bow 1990 鹿毛                  | Top Ville             | Sega Ville            |                  |
| 父 *タートルボウル Turtle Bowl 2002 鹿毛 アイルランド | 父の母Clara Bow 1990 鹿毛                  | Kamiya                | Kalamoun              | Kalamoun         |
| 父 *タートルボウル Turtle Bowl 2002 鹿毛 アイルランド | 父の母Clara Bow 1990 鹿毛                  | Kamiya                | Shahinaaz             |                  |
| 母 メジロトンキニーズ 2002 鹿毛                       | 母の父ダンスインザダーク 1993 鹿毛         | *サンデーサイレンス   | Halo                  | Halo             |
| 母 メジロトンキニーズ 2002 鹿毛                       | 母の父ダンスインザダーク 1993 鹿毛         | *サンデーサイレンス   | Wishing Well          |                  |
| 母 メジロトンキニーズ 2002 鹿毛                       | 母の父ダンスインザダーク 1993 鹿毛         | *ダンシングキイ       | Nijinsky              | Nijinsky         |
| 母 メジロトンキニーズ 2002 鹿毛                       | 母の父ダンスインザダーク 1993 鹿毛         | *ダンシングキイ       | Key Partner           |                  |
| 母 メジロトンキニーズ 2002 鹿毛                       | 母の母メジロクロヒメ 1989 青鹿毛           | *モガミ               | Lyphard               | Lyphard          |
| 母 メジロトンキニーズ 2002 鹿毛                       | 母の母メジロクロヒメ 1989 青鹿毛           | *モガミ               | *ノーラツク           |                  |
| 母 メジロトンキニーズ 2002 鹿毛                       | 母の母メジロクロヒメ 1989 青鹿毛           | メジロツシマ          | *バウンテイアス       | *バウンテイアス  |
| 母 メジロトンキニーズ 2002 鹿毛                       | 母の母メジロクロヒメ 1989 青鹿毛           | メジロツシマ          | メジロアイリス        |                  |
| 母系(F-No.)                                           | アサマユリ系(FN:7-c)                       | アサマユリ系(FN:7-c)  | アサマユリ系(FN:7-c)  | [ § 3 ]          |
| 5代内の近親交配                                       | Northern Dancer 4×5×5                      | Northern Dancer 4×5×5 | Northern Dancer 4×5×5 | [ § 4 ]          |
| 出典                                                  | 1. 2. 3. 4.                                | 1. 2. 3. 4.           | 1. 2. 3. 4.           | 1. 2. 3. 4.      |

- 母メジロトンキニーズは中央で3勝。2006年のダイヤモンドS(GIII)で2着に入っている[22]。
- 半妹クールキャット（父スクリーンヒーロー）は2021年フローラステークス（GII）の勝ち馬である。
- 5代母はメジロ牧場の基礎繁殖牝馬の1頭であるアサマユリ[23]。さらに牝系を遡ると、小岩井農場の基礎輸入牝馬の1頭であるアストニシメントにたどり着く。